# Beate Eriksen
Beate Marie Eriksen, född 19 oktober 1960, är en norsk skådespelerska och filmregissör. 

## Karriär
Beate Eriksen tog examen från Statens Teaterhøgskole i Norge 1985. Efter det har hon jobbat både vid Oslo Nye Teater och vid Riksteatret. Hon har även gjort lite frilansarbete vid Nationaltheatret och en del andra teatrar. Hon har varit med i 
svenska och norska TV-produktioner både som skådespelare och regissör, varav den mest kända är såpoperan Hotel Cæsar.